# Aude Cassagne
Pour les articles homonymes, voir Cassagne.
Aude Cassagne, née le 23 avril 1990 à Pau, est une coureuse cycliste française qui pratique la discipline du flat en BMX.

## Biographie

### Études
Aude Cassagne poursuit des études de médecine à l'université de Bordeaux, et soutient sa thèse en 2020.

### Carrière sportive
Elle remporte la médaille d'or en BMX freestyle flat aux Championnats du monde de cyclisme urbain 2022 à Abou Dabi.

## Palmarès en BMX freestyle

### Championnats du monde
- Abou Dabi 2022
  -  Championne du monde de BMX freestyle flat
- Glasgow 2023
  -  Championne du monde de BMX freestyle flat

### Coupe du monde
- BMX Freestyle Flatland
  - 2023 : 1re du classement général

### Championnats de France
- 2022
  -  Championne de France de BMX freestyle flat